# 1650

## Събития
- Остров Гренада е завладян от френски колонисти.

## Родени
- 26 май – Джон Чърчил, Херцог Марлборо, английски военачалник
- 14 ноември – Уилям III, крал на Англия

## Починали
- Бернхард Варениус, Холандски географ
- 11 февруари – Рене Декарт, френски математик и философ
- 18 юли – Кристоф Шайнер, немски астроном
- 6 ноември – Вилхелм II Орански, стадхаудер на Седемте обединени провинции на Нидерландия